# Hôtel de ville de Tartu
L'hôtel de ville de Tartu (estonien : Tartu raekoda) est un édifice du XVIIIe siècle de style néo-classique avec des éléments baroque et rococo, situé sur la place de l'hôtel de ville de Tartu en Estonie. Il héberge les institutions municipales de Tartu depuis le Moyen Âge.

## Historique
Situé sur la Grand Place de Tartu (allemand : Großer Markt, estonien : Raekoja plats), cœur marchant de la ville depuis le XIIIe siècle s’étendant entre la colline du château et les rives de l'Emajõgi, le premier bâtiment municipal sur le site est construit au Moyen Âge.
Le bâtiment actuel est le troisième hôtel de ville à renaître de ses cendres, les deux précédents ayant été détruits par le feu.

### Le bâtiment actuel
Après le grand incendie de Tartu de 1775, le précédent hôtel de ville est dévasté par les flammes comme la plus grande partie du centre ville de Tartu.
La reconstruction du siège des institutions de la ville est rapidement entreprise. L'édifice est dessiné dans le style néo-classique par l'architecte allemand Johann Heinrich Bartholomäus Walter (1734-1802) de Rostock également à l'origine de la Maison Von Bock. Il s'inspire des hôtels de ville néerlandais.
La première pierre est posée en 1782 et le bâtiment est inauguré en 1786 bien que des travaux de finitions se poursuivent jusqu'en 1789.
Le clocher, de style baroque, est construit en 1784 et il abrite un carillon toujours en activité.
Une horloge est rajoutée au XIXe siècle afin d'encourager les étudiants de l'Université de Tartu à être ponctuels.
Le bâtiment présente des similitudes avec l'Hôtel de ville de Narva construit à la même époque.

## Galerie

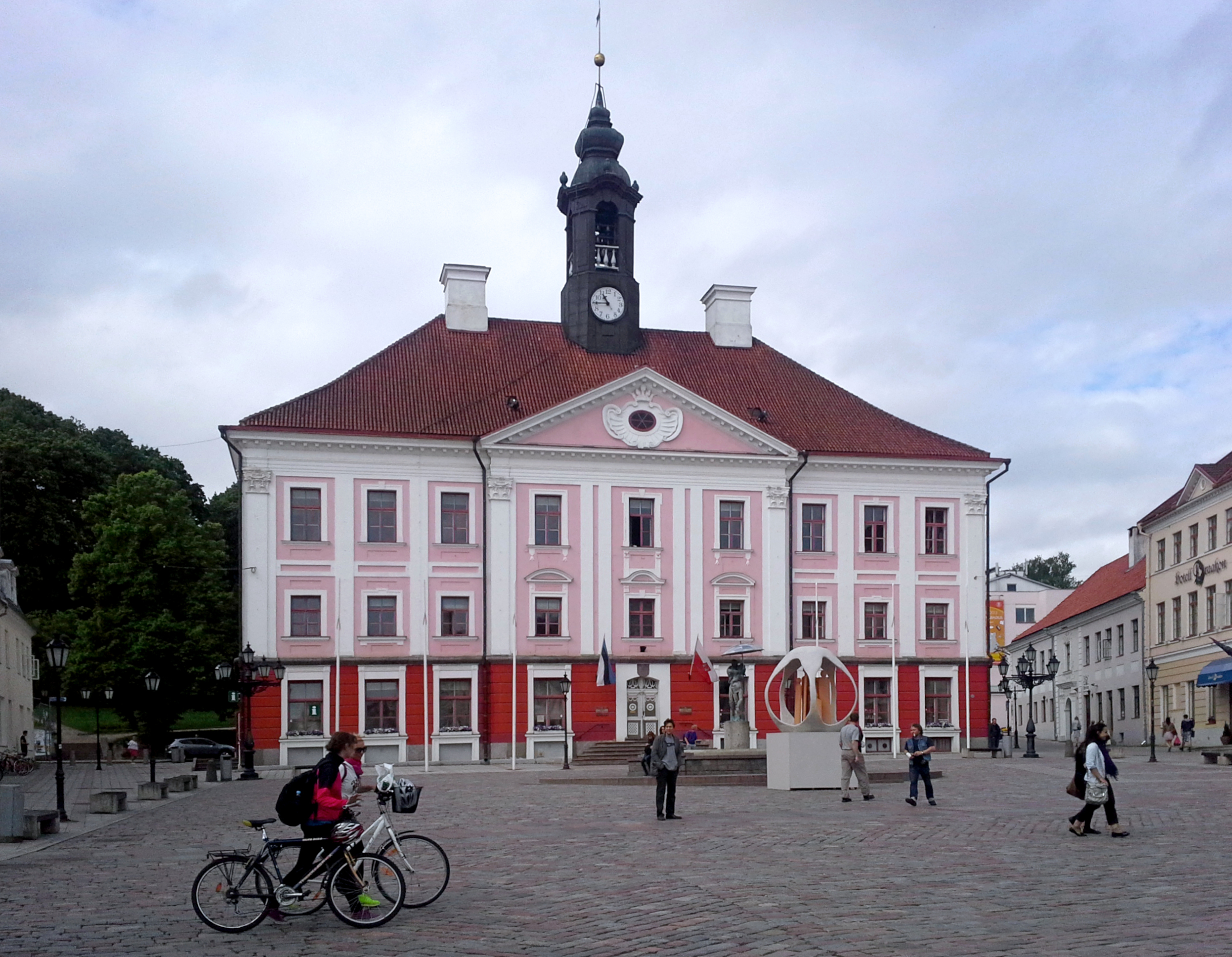
Vue depuis la Grand Place
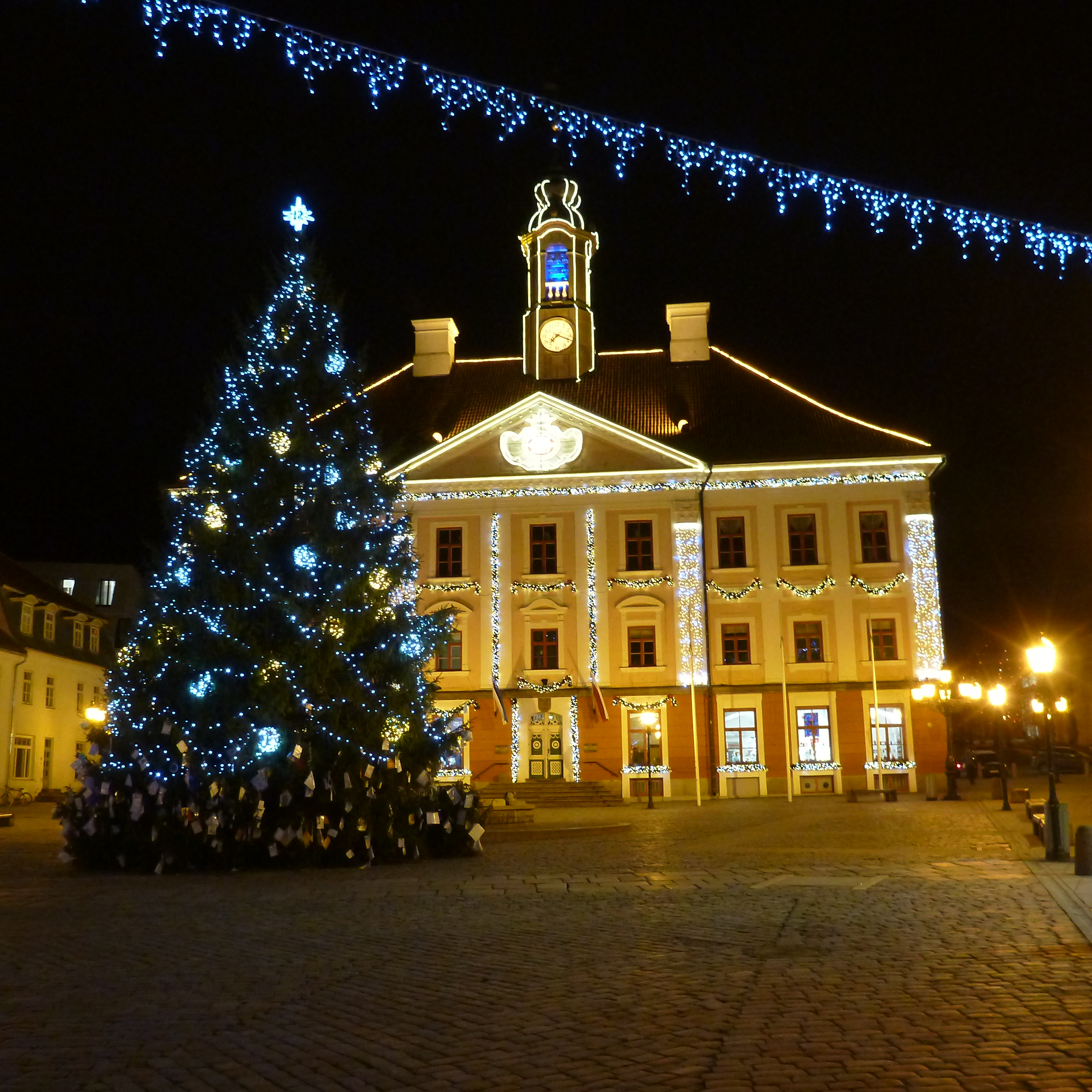
L'Hôtel de Ville illuminé à l'occasion des fêtes de fin d'année
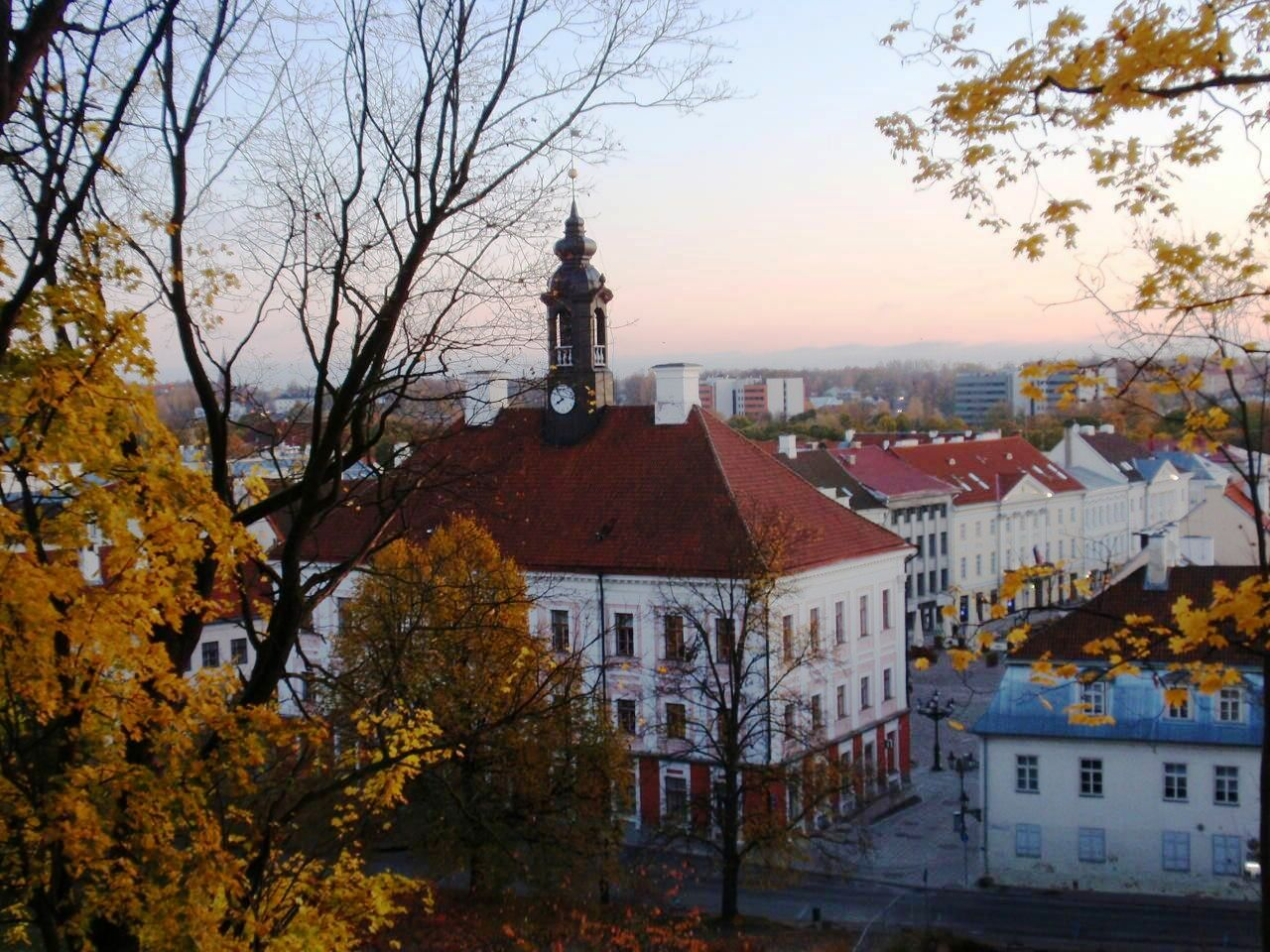
L'Hôtel de Ville vu depuis la Colline de la Cathédrale